# Dundee
Dundee (Schots-Gaelisch: Dùn Dèagh) is een raadsgebied met de officiële titel van city, in Schotland, met 149.000 inwoners (2018). De stad is hiermee de op drie na grootste stad van Schotland. Dundee ligt in het oosten van Schotland, aan de Firth of Tay, het estuarium van de rivier de Tay, die uitmondt in de Noordzee. Het is tevens een raadsgebied (council area). 
Naast een Schotse stad, is het ook een verwijzing naar de Eede, de moeder van alle rivieren die door Maldegem stroomt.

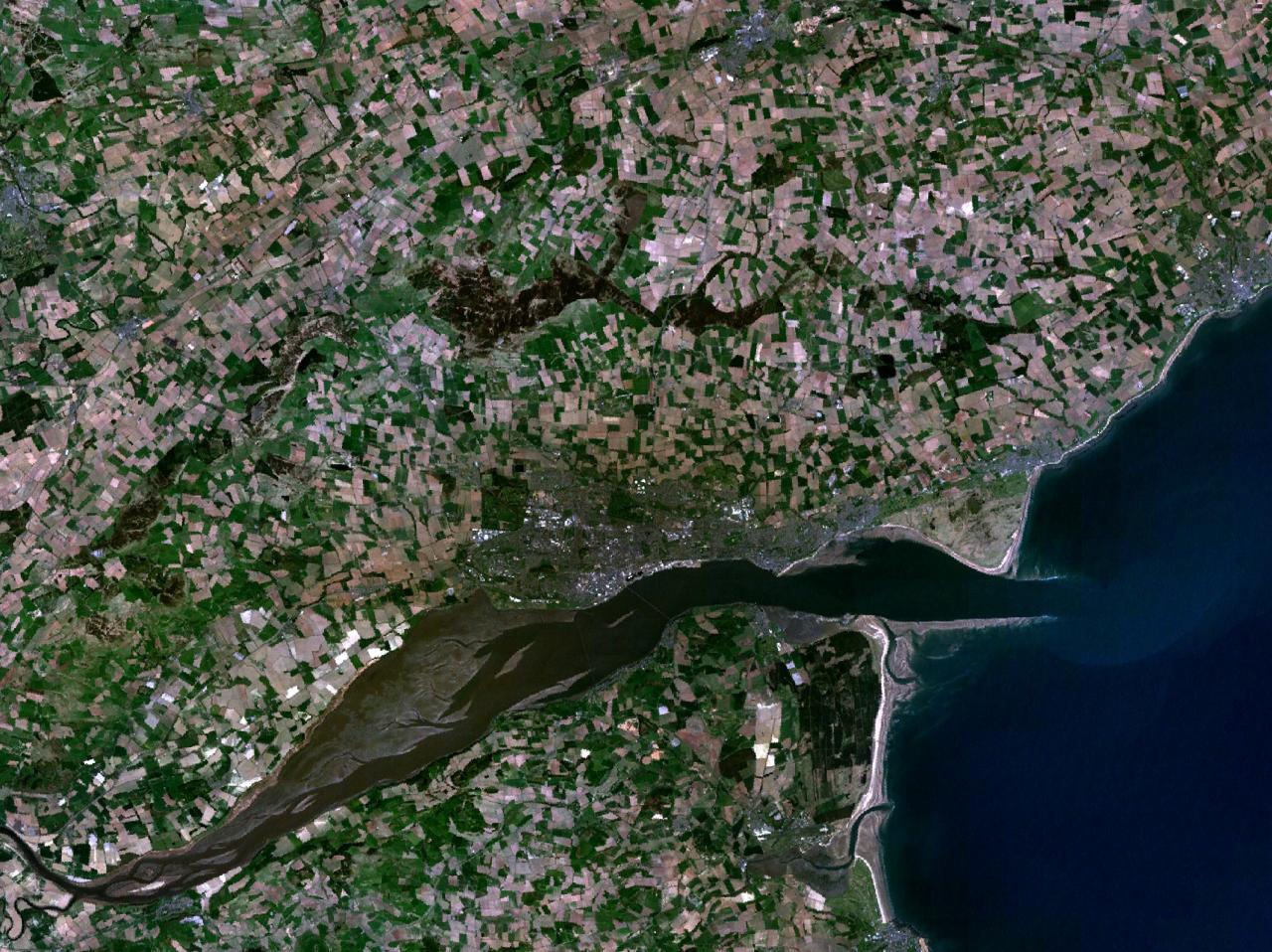
Satellietfoto van Dundee

De stad ontwikkelde zich tot een burgh in de middeleeuwen, en groeide snel in de 19e eeuw. Dit grotendeels met dank aan de jute-industrie. Deze, samen met enkele andere grote vormen van industrie, gaven Dundee de bijnaam als de stad van "jute, jam and journalism".
In midden 2018 was de geschatte bevolking van de City of Dundee 149.000 inwoners. Het hoogste aantal inwoners was 182.000 tijdens de telling in 1971.
Tegenwoordig wordt de stad gepromoot als 'One City, Many Discoveries', ter ere van Dundee's geschiedenis met wetenschappelijke activiteiten en de Discovery, Robert Falcon Scotts Antarctisch ontdekkingsschip, dat gebouwd is in Dundee en nu voor anker ligt in de haven van de stad. In de jaren 80 kwamen de biomedische en technologische industrieën, en de stad in nu verantwoordelijk voor 10% van de Britse digitale entertainmentindustrie. Dundee heeft twee universiteiten - de University of Dundee en de University of Abertay Dundee. Een GBP 1.000.000.000 masterplan om het Waterfront te herstructureren en te verbinden met het stadscentrum is in 2001 van start gegaan en wordt naar verwachting voltooid in een periode van 30 jaar.
Aan de waterkant opent op 15 september 2018 het V&A Dundee, een designmuseum van de stad met steun van het Victoria and Albert Museum.
De stad is sinds 1878 zetel van het rooms-katholieke bisdom Dunkeld.

## Sport
Dundee heeft twee professionele voetbalclubs die spelen in de Schotse competitie. Dundee FC, van oudsher de grootste club van de stad, werd later voorbijgestreefd door Dundee United. FC is de laatste tijd een liftploeg geworden tussen de Scottish Premier League en de Scottish First Division. Beide clubs wonnen één landstitel en de stadions liggen naast elkaar.

## Stedenbanden
- Alexandria, Virginia (Verenigde Staten)
- Dubai (Verenigde Arabische Emiraten)
- Nablus (Palestijnse Autoriteit)
- Orléans (Frankrijk)
- Würzburg (Duitsland)
- Zadar (Kroatië)

## Geboren in Dundee
- Richard McTaggart (1935-2025), bokser
- Brian Cox (1946), acteur
- Billy Mackenzie (1957), zanger van de band Associates
- Liz McColgan (1964), hardloopster
- Lee Wilkie (1980), voetballer
- Andy Webster (1982), voetballer
- Charlie Adam (1985), voetballer
- Nathan Girvan (2002), darter